# 尼庞西特河
尼庞西特河（英語：Neponset River）是美国马萨诸塞州东部的一条河流。其水源地为福克斯堡吉列体育场附近的尼庞西特水库，长约29英里（47），注入波士顿港。